# Stiphoutsemolen
De Stiphoutsemolen was een ronde stenen molen die aan de Gerwenseweg te Stiphout in gemeente Helmond de provincie Noord-Brabant stond en dienstdeed als korenmolen. Het was een beltmolen.
Deze in 1906 gebouwde molen was de opvolger van een veel oudere standerdmolen, die op 6 augustus 1905 was afgebrand en die zich aan de noordzijde van de Gerwenseweg bevond. De stenen Stiphoutsemolen bevond zich daarentegen aan de zuidzijde van deze weg, daar waar tegenwoordig een bouwmaterialenhandel gevestigd is. Van 1936-1937 werd de molen onttakeld, waarna de romp nog lang deel uitmaakte van de daar verschenen bedrijfsgebouwen. In oktober 1998 werd ook de romp gesloopt.

## Externe bron
- Database van verdwenen molens, nummer 2213